# 陶大有 (全国人大代表)
陶大有，中华人民共和国劳动模范，全国人民代表大会湖南省代表团代表。
担任工业劳模。1954年，当选第一届全国人民代表大会，以及第二、第三届全国人民代表大会代表。